# Пашки (Лидский район)
Пашки (бел. Пашкі́) — деревня в Лидском районе Гродненской области Беларуси. В составе Дубровенского сельсовета.

## География
Пролегает дорога Н-20052.
Ближайшие населённые пункты Плясовичи, Сонгайлы, Цвермы и др.

## История
С 1905 года в Лидской волости Лидского уезда Виленской губернии.
30 августа 1957 года деревня передана из Дубровенского сельсовета в состав Гервяниковского сельсовета. До 3 апреля 1959 года деревня входила в состав Бердовского сельсовета Лидского района, до 11 января 1966 года — в состав Жирмунского сельсовета Вороновского района, до 9 сентября 1981 года — в состав Дворищанского сельсовета.

## Население

### Численность
- 2009 год — 10 жителей

### Динамика
- 1905 год — 79 жителей[2]
- 1999 год — 15 жителей (перепись населения)
- 2009 год — 10 жителей (перепись населения)[2]